# Profesional de la Información
Profesional de la Información és una revista científica espanyola d’accés obert que publica articles originals, tant en castellà com en anglès, sobre informació i comunicació, dos àmbits que engloben: per una banda, els sistemes de la informació (anàlisi i disseny) i per una altra, la gestió de la informació, juntament amb les seves subàrees: biblioteques, centres de documentació, comunicació i noves tecnologies de la informació (bases de dades, difusió per xarxes socials, indexació, intel·ligència artificial, programari per a la documentació, etc.).
Al llarg del temps, la revista ha anat canviant de nom, al principi de la seva publicació, l’any 1992, el seu títol era Information World en Español (IWE); sis anys després, el 1998 va adoptar el títol El Profesional de la Información (EPI), la qual cosa es va succeir de la mà de la seva progressiva orientació cap a articles revisats per un comitè d'experts. El maig de 2020, la revista va passar a dir-se Professional de la informació, sense l'article "El". La publicació està inclosa en índexs internacionals com els Journal Citation Reports (JCR) i l'Scopus (SJR), ja que ocupa les primeres posicions entre les revistes espanyoles de les àrees d'informació i documentació (així com en el de les ciències de la biblioteconomia i de la informació, en el de comunicació, en el dels estudis culturals  i en les de sistemes de la informació), sovint es pot localitzar entre el Quartil 1 (Q1) i el Quartil 2 (Q2) aquests darrers 10 anys. Aquesta mateixa informació es veu reflectida amb les dades del Dialnet, en què segons les seves mètriques, el Profesional de la Información es troba també entre el Quartil 1 (Q1) i Quartil 2 (Q2) en l'última dècada en els àmbits de la comunicació (en tercera posició a escala estatal) i de la documentació (en primera posició en l'àmbit estatal). A més a més, segons la seva informació també recollida al Dialnet, el passat any 2023 ha tingut un 2,75 en l'índex d'impacte i en la CIRC: Classificació Integrada de Revistes Científiques, ha estat catalogada com una revista de grau A en la categoria de Ciències Socials.
Finalment,  entre 1992 i 2023 la revista va ser pubicada per Ediciones Profesionales de la Información, amb una periodicitat bimestral. Al llarg dels anys, va evolucionar des de la serva versió impresa (1992-1999), a un model híbrid que combinava edició impresa i digital (2000-2014) fins a convertir-se en una publicacio exclusivament digital a partir de 2015.
A partir del 2025, la revista va ser desindexada de  Web of Science i Scopus per la publicació d’articles de dubtosa qualitat. Després de ser venuda a un entramat empresarial sospitós dedicat a serveis editorials, els costos de publicació per al personal investigador van augmentar significativament, facilitant alhora la difusió d'estudis amb poca rigorositat.

## Història i continguts
El Profesional de la Información neix el 1992 amb el títol Information World en español, publicada per l'editorial anglesa Learned Information a Oxford, des d'on s'imprimeix i distribueix, mentre manté la redacció a Espanya. A partir de 1998 es publica amb el títol actual. La revista està editada per Tomàs Baiget, de la qual fou director entre 1992 i el 30 d'agost de 2023, quan el va substituir en el càrrec Rodrigo Sánchez Jimeńez. A partir de 1997 passa a publicar-se a Barcelona, com a revista de l'editorial holandesa Swets & Zeitlinger, que compra la capçalera i la llista de subscriptors a Learned Information, mentre s'afegeix el subtítol La revista del profesional de la información. El 1998 agafa el títol El profesional de la información, i finalment el 2020, perd l'article inicial: Profesional de la información.
Profesional de la información publica articles originals, d'investigació experimental, de curta extensió i contingut actual, sent molt abundants aquells dedicats a les noves tecnologies i a Internet. De fet, la revista compta amb perfil a les xarxes socials Facebook i Twitter. Són estudis molt pràctics, incloent-hi nombrosos articles sobre nous productes, nous models tecnològics i la seva aplicació en altres unitats d'informació espanyoles, d'interès per a l'actualització dels professionals. La publicació compleix tots els criteris per ser inclosa en les bases de dades de citacions i ha estat la primera revista espanyola d'Informació i Documentació indexada per les dues bases de dades bibliogràfiques internacionals més importants: Social Sciences Citation Index (Web of Science), actualment de Clarivate i per Scopus, d'Elsevier.
La revista, publicada per EPI SCP, que posseeix el segell de qualitat de FECYT, es troba valorada per CIRC (Clasificación Integrada de Revistas Científicas) dins del grup A i per CARHUS+ 2014 dins del Grup B.